# Matanza (Spagna)
Matanza è un comune spagnolo di 286 abitanti situato nella comunità autonoma di Castiglia e León.